# 위세척
위세척(gastric lavage)은 독극물을 삼켰을 때 이를 제거하기 위해 위 내부를 세척하는 치료이다. 19세기 초에 처음 사용되었다고 기록된 이후로 위장에서 독극물을 제거하는 가장 일상적인 수단 중 하나가 되었다. 일반적으로 독극물을 섭취했거나 에탄올과 같은 약물을 과다 복용한 사람에게 사용된다. 또한 소화관을 열기 전에 소화관의 내용물을 제거하기 위해 수술 전에 사용할 수 있다.
독성과는 별도로 위세척(또는 비위세척)은 때때로 상부 위장관의 출혈 정도를 확인하는 데 사용되어, 토혈의 정도를 평가하는 데에 도움이 될 수 있다. 고열 환자의 냉각 기술로도 사용할 수 있다.